# Chích đuôi dài
Chích đuôi dài (tên khoa học: Graminicola striatus) là một loài chim trong họ Pellorneidae, nhưng trước đây từng xếp trong họ Sylviidae.

## Phân loại học
Trước đây chi Graminicola được coi là chỉ chứa 1 loài duy nhất là Graminicola bengalensis. Do đó khu vực phân bố của nó được coi là trải dài từ bắc Ấn Độ qua bắc Việt Nam tới đảo Hải Nam Trung Quốc.
Tuy nhiên, sau khi chia tách phức hợp loài này thành hai loài riêng rẽ là Graminicola bengalensis và Graminicola striatus thì phạm vi phân bố của Graminicola bengalensis chỉ còn miền bắc Ấn Độ, nam Nepal, nam Bhutan và bắc Bangladesh.
Loài Graminicola striatus có phạm vi phân bố tại đông nam Trung Quốc (G. striatus sinicus) và từ đông nam Myanma, nam-trung Thái Lan, đông bắc Việt Nam tới đảo Hải Nam (G. striatus striatus).
Tên gọi chích đuôi dài trong tiếng Việt là tên chính thức của Graminicola bengalensis khi cho rằng chi Graminicola chỉ có 1 loài, nhưng theo nguyên tắc phải là của loài có ở Việt Nam, vì thế nó được chuyển cho Graminicola striatus.